# Paraiulus oregonensis
Paraiulus oregonensis är en mångfotingart som beskrevs av Carl Graf Attems 1903. Paraiulus oregonensis ingår i släktet Paraiulus och familjen Parajulidae. Inga underarter finns listade i Catalogue of Life.